# Antonio Alfieri d'Evandro
Antonio Alfieri d'Evandro (1832 – Napoli, 3 febbraio 1865) è stato un militare e politico italiano, deputato dell'VIII legislatura del Regno d'Italia.

## Opere
- Della insurrezione nazionale nel salernitano nel 1860 (1861)